# Ma Liang (Tres Regnes)
|  | Per altres persones anomenades igual, vegeu Ma Liang. |

En aquest nom xinès, el cognom és Ma.
Ma Liang (187-222 dC), nom estilitzat Jichang (季常), de vegades conegut com a Baimei (白眉; "celles blanques"), va ser un assessor del senyor de la guerra Liu Bei durant la tardana Dinastia Han Oriental i els inicis de l'era dels Tres Regnes de la història xinesa.

## Biografia
Ma en va néixer a Yicheng, a prop de Xiangyang en el Iang-Tsé mitjà. Ell era el quart de cinc germans i tots ells en tenien talent i fama. Els vilatans sovint deien, "A la família Ma n'hi ha de cinc Chang, el que té les celles blanques és Ma Liang".
Ell va unir a Liu Bei com a ajudant quan aquest últim va arribar a la petita ciutat de Xinye a principis del segle iii. Quan Liu Bei va apoderar-se de la Província de Jing, ell nomenà Ma Liang com Congshi (secretari de comtat). Durant aquell temps, Ma Liang va fer un jurament de germanor amb Zhuge Liang. Va ser també per aleshores que ell va fer acceptar a Zhuge Liang al seu germà menor, Ma Su com el seu estudiant. Quan Liu Bei va marxar de la província de Jing (荆州, avui en dia Hubei i Hunan) per conquerir Shu en el 215, anant també Zhuge Liang més tard, Ma Liang va romandre en la província com assessor del general, Guan Yu. Després que la conquesta va finalitzar, Ma Liang va ser assignat al departament del General de l'Esquerra (左將軍掾).
Igual que Zhuge Liang, Ma Liang va ser un defensor per al manteniment de l'aliança amb Wu Oriental dels territoris limítrofs de Liu Bei, a l'est. Va ser enviat a Wu com a diplomàtic i enviat en nombroses ocasions i es diu que es va guanyar el respecte de Sun Quan, el governant de Wu Oriental. Després que Liu Bei es va proclamar a si mateix emperador en el 222, Ma Liang va ser Membre de Palau. Ell va acompanyar l'expedició de Shu contra Wu durant el següent any. Ma Liang va ser enviat com un enviat a Wuling to buscar aliats contra Wu entre els bàrbars dels Cinc Rierols (五溪蠻夷). La missió va reeixir, però quan Liu Bei va ser derrotat desastrosament a la batalla de Yiling, Ma Liang va ser mort enmig de la batalla també.
El seu fill va ser fet Comandant en Cap de Cavalleria (騎都尉). El seu germà menor Ma Su va continuar la seva carrera en l'exèrcit de Shu Han.